# Azuré des géraniums
Aricia nicias
Espèce
L’Azuré des géraniums (Aricia nicias) est une espèce de lépidoptères de la famille des Lycaenidae et de la sous-famille des Polyommatinae.

## Systématique
L’espèce Aricia nicias a été décrite par l'entomologiste allemand Johann Wilhelm Meigen en 1829, sous le nom initial de Polyommatus nicias,.
Synonymes, : 
- Polyommatus nicias Meigen, 1829 — protonyme
- Argus donzelii Boisduval, 1832
- Plebeius nicias (Meigen, 1829)
- Pseudoaricia nicias (Meigen, 1829)

### Liste des sous-espèces
Selon Funet :
- Aricia nicias nicias (Meigen, 1829)
- Aricia nicias bittis Fruhstorfer, 1915 — Oural, Altai, Sayan
- Aricia nicias borsippa Fruhstorfer, 1915 — Transbaïkalie
- Aricia nicias caerulea (Dannehl, 1925) — Tyrol du Sud
- Aricia nicias scandicus Wahlgren, 1930 — Suède
- Aricia nicias agraphomena Verity, 1946 — Italie
- Aricia nicias ferenigra Verity, 1946 — Italie
- Aricia nicias judithi (Gómez Bustillo, 1978) — Espagne
- Aricia nicias kolosovi Korshunov, 1995 — Oural, Ouest de la Sibérie

## Noms vernaculaires
- en français : l’Azuré des géraniums, l’Argus des géraniums[4]
- en anglais : Silvery Argus
- en néerlandais : zilverbruin blauwtj
- en espagnol : Borde Amplio

## Description
C'est un petit papillon qui présente un grand dimorphisme sexuel : le dessus du mâle est bleu clair largement bordé de marron, celui de la femelle est marron. Ils ont tous deux une frange blanche.
Le revers est beige très peu suffusé de bleu chez le mâle, les ailes antérieures sont ornées d'une ligne de points noirs et les postérieures d'une ligne sub-marginale de points blancs.
Les mâles de la sous-espèce Aricia nicias scandica sont d'un bleu pâle vif parfois verdâtre bordé de gris.

## Biologie

### Période de vol et hivernation
Il vole en une génération de juillet à septembre selon l'altitude.
Il hiverne à l'état de chenille. Les chenilles sont soignées par les fourmis.

### Plantes hôtes
Ses plantes hôtes sont des Geranium, Geranium sylvaticum et Geranium pratense.

## Écologie et distribution
Il est présent en Europe dans les Pyrénées, les Alpes, et en Scandinavie, ainsi qu'en Sibérie et en Mongolie.
En France métropolitaine il est présent dans deux départements, les Pyrénées-Orientales et le Puy-de-Dôme. 

### Biotope
Il affectionne les lisières des prairies sub-alpines au-dessus de 900 m d'altitude.

### Protection
Pas de statut de protection particulier.